# Großenehrich
Großenehrich település Németországban, azon belül Türingiában. Lakosainak száma 2325 fő (2019. szeptember 30.).

## Népesség
A település népességének változása:

| 2017 | 2 356 |
| 2019 | 2 325 |